# حي الشهداء (الديس)
حي الشهداء هو أحد أحياء عزلة الديس التابعة لمديرية الديس في محافظة حضرموت اليمنية. يبلغ تعداد سكانه 1798 نسمة حسب التعداد السكاني في اليمن لعام 2004.